# Le Puy-Notre-Dame
Le Puy-Notre-Dame es una comuna francesa situada en el departamento de Maine y Loira, en la región de Países del Loira.

## Demografía
| 1542 | 1639 | 1500 | 1472 | 1322 | 1236 | 1121 |
| Para los censos de 1962 a 1999 la población legal corresponde a la población sin duplicidades (Fuente: INSEE [Consultar]) |      |      |      |      |      |      |